# 일그러진 사랑
《일그러진 사랑》(Broken English)은 뉴질랜드에서 제작된 그레고어 니콜라스 감독의 1996년 드라마 영화이다. 라드 세르베드지야 등이 주연으로 출연하였고 로빈 숄즈 등이 제작에 참여하였다.

## 출연

### 주연
- 라드 세르베드지야
- 테무에라 모리슨

### 조연
- 줄리안 아라한가
- 자오 징
- 리 양

## 기타
- Line PD: 자넷 맥키버
- 미술: 마이클 케인